# Jaromír Bažant
Jaromír Bažant (8. srpna 1926 Krásný Dvůr – 2. května 2009 Plzeň) byl český hudebník (hobojista a klavírista), hudební skladatel a pedagog.

## Hudební činnost
V letech 1945–1951 studoval na Pražské konzervatoři skladbu u Emila Hlobila a Miroslava Krejčího a hru na hoboj u Václava Smetáčka a Adolfa Kubáta. V 60. letech studoval skladbu a postgraduálně hudební teorii a dějiny hudby na pražské HAMU.
V letech 1951–1953, v rámci základní vojenské služby, působil jako skladatel v Armádním uměleckém souboru Víta Nejedlého, 1953–1957 jako učitel na Hudební škole Bedřicha Smetany v Plzni, 1957–1962 jako hobojista Západočeského symfonického orchestru v Mariánských Lázních a od roku 1962 až do roku 2002 vyučoval na plzeňské konzervatoři klavírní improvizaci a hudební teorii.

### Dílo
Jaromír Bažant je autorem téměř stovky symfonických i komorních děl a instruktivních skladeb včetně skladeb pro mládež. Mimořádný význam mají zejména jeho skladby pro akordeon a vokální díla.
V oblasti hudební teorie je autorem Metodiky klavírní improvizace, dosud nejobsáhlejší a nejúplnější učebnice tohoto druhu.